# Somon Air
Hospitality is our Heritage!
Somon Air est la première compagnie aérienne privée du Tadjikistan, dont le siège est à Douchanbé. Sa base se trouve à l'aéroport international de Douchanbé. La compagnie a commencé à opérer ses services le 5 février 2008 avec des vols réguliers en direction de Moscou. Somon Air assure également les vols du président du Tadjikistan et d'autres hauts-fonctionnaires du pays.
Depuis sa création, Somon Air a été principalement axée sur le service de transport de passagers en Europe de l'Est. La plupart des vols vers des destinations internationales sont assurés à partir de Douchanbé.

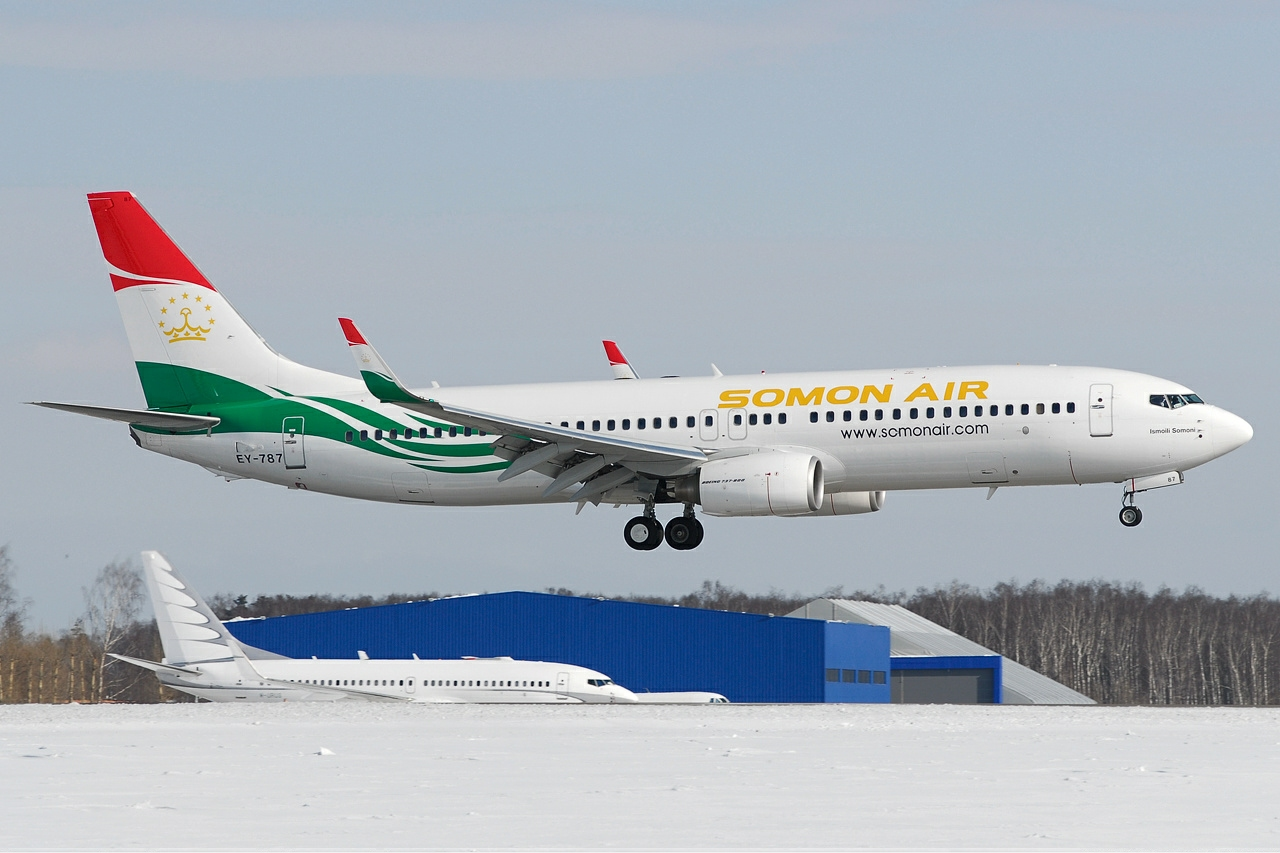
Somon Air Boeing 737-800

## Flotte

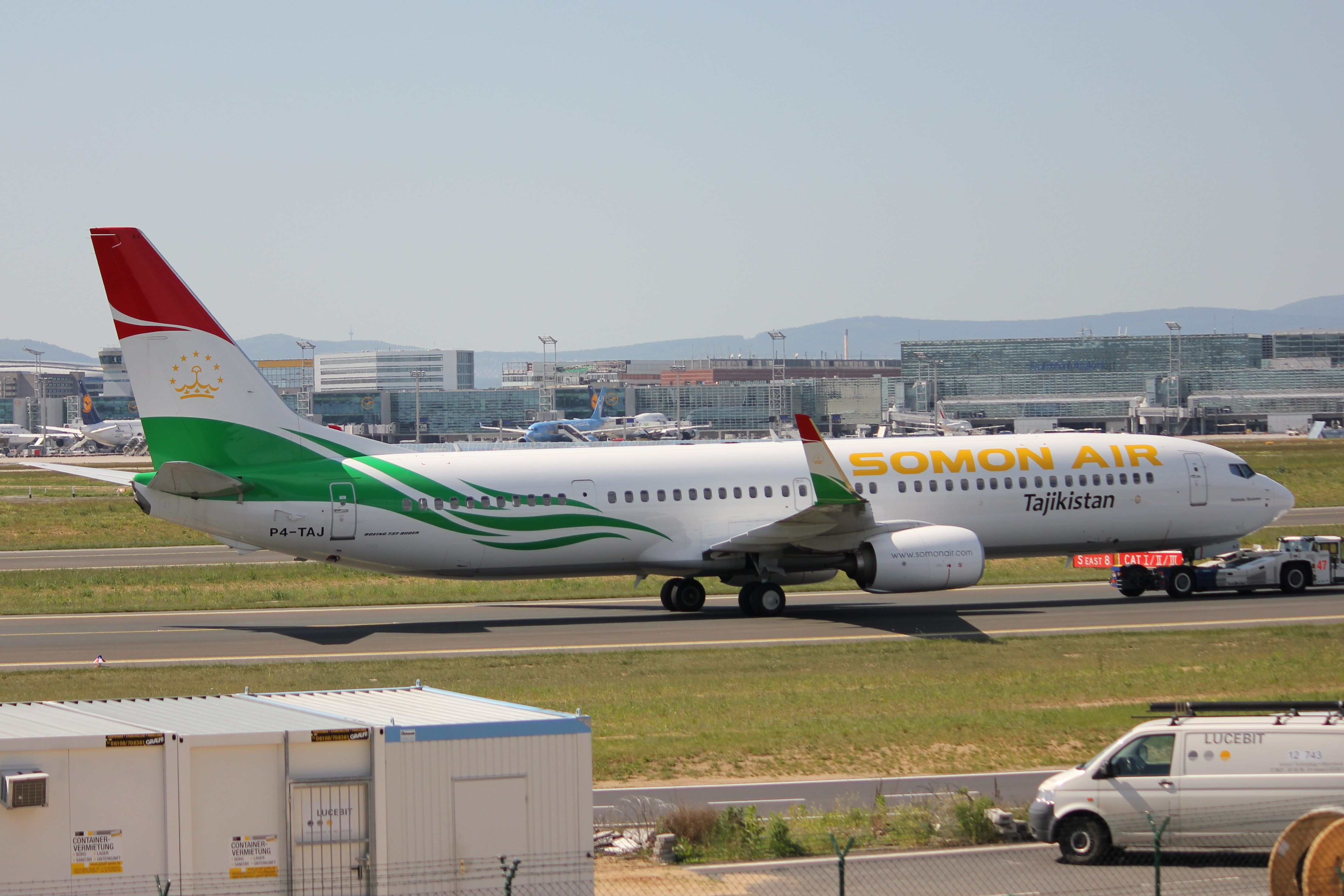
Boeing 737-900 de Somon Air

La compagnie Somon Air effectue ses vols avec les appareils suivants :
Somon Air a commencé ses opérations en louant un Boeing 737-800. Aujourd'hui, la compagnie dispose de deux Boeing 737-800. Durant le printemps 2010, la compagnie a loué un troisième Boeing 737-800. Pendant l'automne 2011, la compagnie a obtenu deux nouveaux appareils 737-900ER de Boeing. Somon Air est la première compagnie aérienne en Asie centrale et CEI à exploiter la famille d'appareils Boeing 737-900.

### Coopération internationale
Dans la nouvelle ère de la mondialisation et l'intégration internationale, les partenariats entre les compagnies aériennes jouent un rôle majeur dans le développement et l'expansion du marché de l'aviation. Dans ce contexte, Somon Air travaille sur la signature d'accords avec certaines des plus grandes compagnies aériennes de la Communauté des États indépendants (CEI), en Europe et en Asie.
Au début d'août 2009, Somon Air a rejoint le Billing and settlement plan (organisation et régulation des paiements et des facturations), filiale de l'Association internationale du transport aérien (IATA). Ce système est conçu pour simplifier la vente de règlement, déclarer et de remettre des procédures entre les agents de vente de passagers et les compagnies aériennes du monde entier. Aujourd'hui, le BSP est utilisé dans plus de 179 pays et territoires dans le monde entier desservant plus de 400 compagnies aériennes dans le monde.
En avril 2013, Somon Air a joint le Multilateral Interline Traffic Agreement (MITA). Il s'agit d'un accord où les passagers et les marchandises utilisent un titre de transport sur des modes de transport divers pour atteindre la destination finale en un acheminement particulier. Plus de 350 compagnies aériennes internationales et domestiques dans le monde de participent à MITA.
En juin 2013, Somon Air est devenue membre de la Clearing House (Chambre de compensation) de l'IATA. Elle fournit un service sécurisé, rendant le règlement d'un compte inter-compagnies efficace et en temps voulu.
En 2017, la compagnie aérienne "Somon Air" a rejoint l'IATA
En outre, Somon Air coopère étroitement avec la recherche de sociétés bien connues comme DNATA, Fraport, THY, SHELL, etc.

## Galerie photos

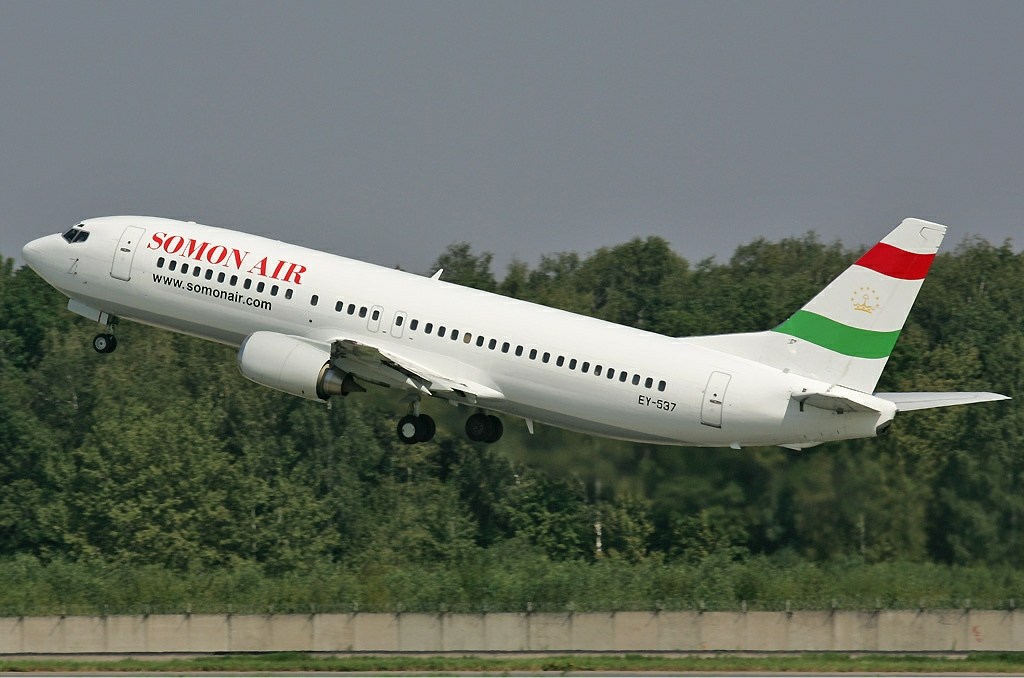
Ancienne livrée sur un Boeing 737-400
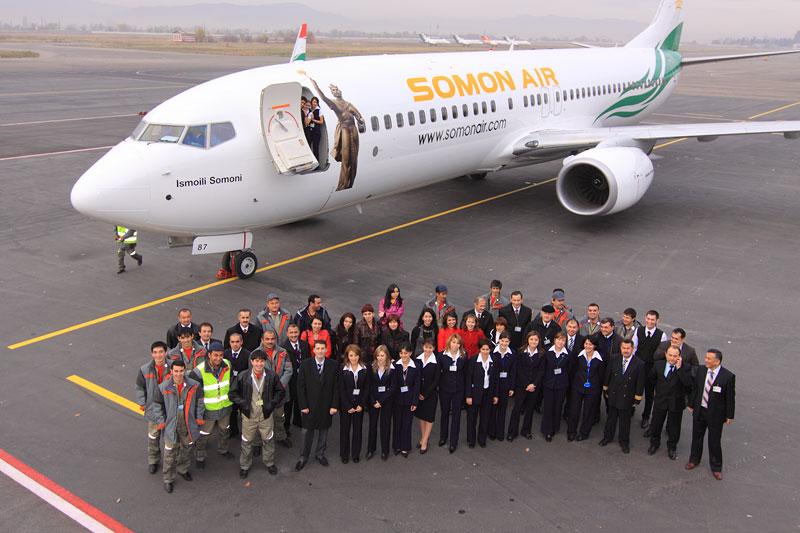
Équipes de la compagnie
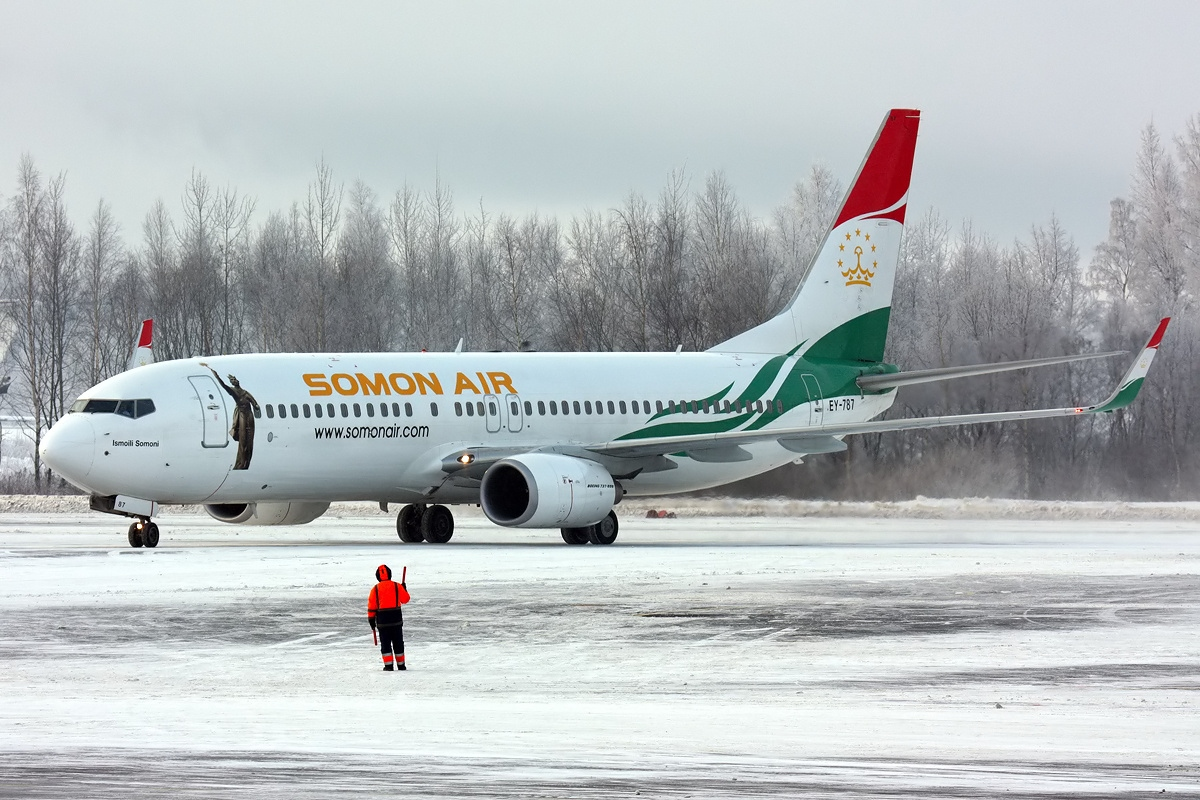
Boeing 737-8GJ de Somon Air
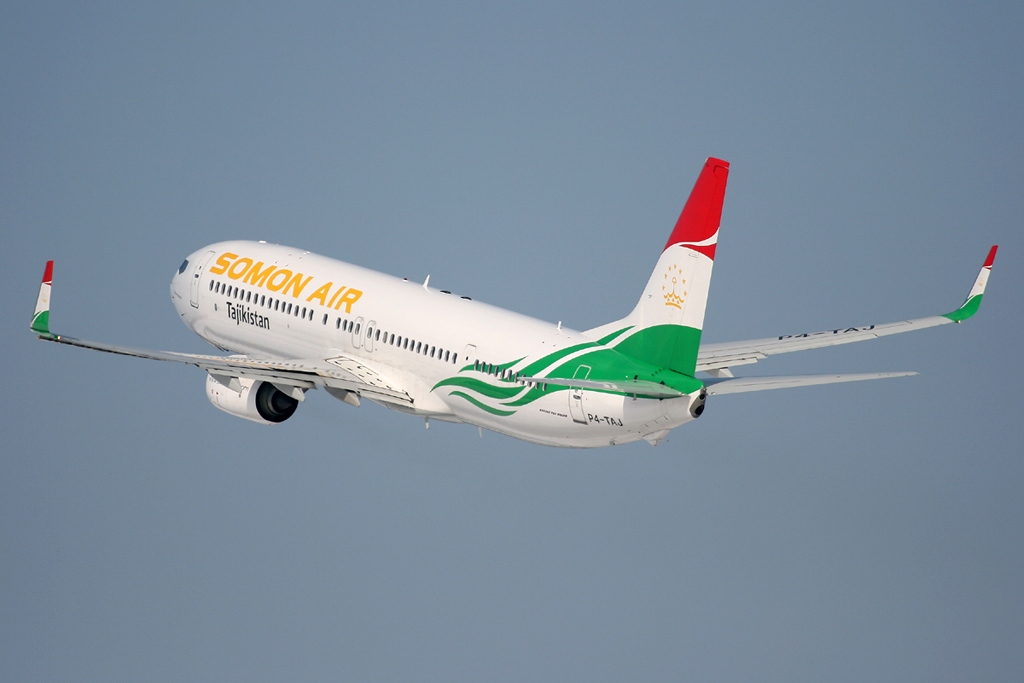
Boeing 737-93YER de Somon Air